# Glaucosoma scapulare
Cá sơn la hay cá rô trân châu (Danh pháp khoa học: Glaucosoma scapulare) là một loài cá biển trong họ Glaucosomatidae thuộc bộ cá vược. Cá sơn la có được tên tiếng Anh là Pearl perch là do màu hoa cà lấp lánh phát hiện phía sau đầu và cổ khi kéo lên khỏi nước. Đây là một loài cá có giá trị kinh tế và được ưa chuộng cho thể loại cá câu thể thao.

## Đặc điểm
Tất cả chúng dài chỉ chừng 20 cm. Nó là con cá ngắn nhưng rắn chắt có thân màu sáng bạc với những chấm màu đồng thau trên vảy và có một lớp xương bảo vệ màu trắng phía sau của nắp mang. Chúng không lớn bằng những con cá hồng. Chúng cũng không chiến đấu mạnh mẽ như những con cá cam, chúng có thể giống cá giò và là lý do gọi chúng là loài cá bí ẩn. Bất cứ loài cá nào lớn hơn ba ký đều được gọi là cá lớn và con này có thể lớn tối đa đến sáu ký.
Chúng là một trong những loài cá ăn ngon nhất ở đại dương. Cá sơn la thịt chúng ăn ngon. Thịt cá sơn la có màu trắng, và có thể trắng hơn nếu con cá câu được bị chảy máu. Miếng fillet dày với vị ngọt và tinh tế. Cá thường có một lớp mỡ trong khoang bụng, hàm lượng chất béo trong thịt rất cao, ăn rất ngon, cũng ngon bằng với cá mú nếu nói về cơ thịt và mùi vị.

## Tập tính
Cá sơn la là loài cá rạn sống đáy, sống ở các rạn giữa trung Queenland xung quanh Rockhampton tới phía bắc và xuống tới Port Macquarie ở bờ biển giữa bắc của NSW tới phía nam. Chúng thích những chỗ nước hơi sâu, thường từ 40 đến 90 mét nước là nhiều nhất. Đôi khi chúng cũng vào gần bờ, tới chỗ nước chừng 15 mét, nhưng chỉ khi nhiệt độ nước xuống tới mức tối thiểu hàng năm. Khả năng câu được cá sơn la tốt nhất là nhằm mục tiêu ở vùng nước sâu.
Cá sơn la rất thích những rạn san hô lởm chởm nếu chúng có được và cũng chứng tỏ sự yêu thích những vật thể do người làm bị chìm xuống nước. Cá loại bẫy cá hồng và bẫy tôm hùm cũ trở thành bất động sản chính của những con cá sơn la lớn một khi tảo và giáp xác bám vào. Những địa điểm rạn san hô có nhiều cá sơn la đáng giá trọng lượng của chúng, người bắt thường bám vào những rạn san hô nổi tiếng.
Đàn cá sơn la thường ít hơn, những con cá rạn san hô này xuất hiện như một lớp cá thưa thớt sâu 8 mét bên dưới mặt nước, khi độ sâu đáy khoảng 20 mét nước hay sâu hơn. Cá sơn la ít thông thường hơn cá hồng và những con cá được ăn nhiều khác. Chúng chỉ tập trung thành những đàn cá thưa thớt và giữa các đàn rất xa nhau. Cá sơn la tạo thành những đàn nhỏ và có khuynh hướng chen lên phía trên của nhau. Những đàn cá sơn la chen chúc nhau đến nỗi thành một đường thẳng đứng dày đặc, nhưng thường là một tam giác hẹp. 

## Câu cá
Dùng mồi là phương pháp thông thường nhất để bắt cá sơn la và loại thiết bị câu hai lưỡi là loại thường thấy nhất. Cá sơn la là những tay săn mồi chớp cơ hội, chúng chờ đợi cho con mồi dẫn xác đến, điều thật sự quan trọng cho những tay câu là phải đưa con mồi (hay mồi giả) đến trước mũi chúng, tất cả những đặc điểm đó bổ sung vào sự báo hiệu cá cắn câu siêu nhanh và dễ gắn lưỡi câu.
Cá sơn la không nổi tiếng về mặt chiến đấu vẫy vùng. Nói đơn giản, nó không có các cơ mạnh để có thể thoát khi bị câu, vì vậy loại dây câu thử nghiệm 10–15 ký là đủ. Lưỡi câu cong là tốt với cá sơn la cũng như đa số các loại cá rạn nước sâu khác vì loài cá này có khuynh hướng tự làm mình dính câu mà không cần tay câu phải giật. Cá sơn la thường bắt được khi câu cá hồng với mồi giả làm bằng nhựa plastic mềm. Tôi phát hiện ra loài cá này phản ứng tích cực với mồi giả hình cá mòi có tông màu trắng và xanh khi câu gần rạn.
Cá sơn la ít thích hành động nhử mồi hơn cá hồng. Cá sơn la cũng không chê mồi giả bằng kim loại, một loại mồi giả có hiệu quả thấp trong cột nước để thu hút sự chú ý của cá sơn la. Khi câu được thì cho con cá chết vào hỗn hợp đá và nước biển đạt tới -4 độ C, không cho cá tiếp xúc trực tiếp với nước đá, vì có thể làm thịt cá giảm chất lượng, làm đông lạnh nước muối trong các vỏ chai sữa và cho chúng vào chung với nước biển, vào một cái thùng đá.